# Pouy-de-Touges
Pouy-de-Touges est une commune française située dans le centre du département de la Haute-Garonne en région Occitanie.
Sur le plan historique et culturel, la commune est dans le pays de Comminges, correspondant à l’ancien comté de Comminges, circonscription de la province de Gascogne située sur les départements actuels du Gers, de la Haute-Garonne, des Hautes-Pyrénées et de l'Ariège. Exposée à un climat océanique altéré, elle est drainée par le Touch, le Peyre, le ruisseau de Montastruc, le ruisseau du Bras et par divers autres petits cours d'eau.
Pouy-de-Touges est une commune rurale qui compte 432 habitants en 2022, après avoir connu une forte hausse de la population depuis 1975. Elle fait partie de l'aire d'attraction de Toulouse..
Ses habitants sont appelés les Pouysois.

## Géographie

### Localisation
La commune de Pouy-de-Touges se trouve dans le département de la Haute-Garonne, en région Occitanie.
Elle se situe à 44 km à vol d'oiseau de Toulouse, préfecture du département, à 27 km de Muret, sous-préfecture, et à 16 km de Cazères, bureau centralisateur du canton de Cazères dont dépend la commune depuis 2015 pour les élections départementales.
La commune fait en outre partie du bassin de vie de Cazères.
Les communes les plus proches sont : 
Casties-Labrande (2,5 km), Montastruc-Savès (2,5 km), Sajas (4,1 km), Castelnau-Picampeau (4,2 km), Saint-Araille (4,2 km), Lautignac (4,8 km), Sénarens (4,8 km), Savères (6,3 km).
Sur le plan historique et culturel, Pouy-de-Touges fait partie du pays de Comminges, correspondant à l’ancien comté de Comminges, circonscription de la province de Gascogne située sur les départements actuels du Gers, de la Haute-Garonne, des Hautes-Pyrénées et de l'Ariège.
Pouy-de-Touges est limitrophe de huit autres communes.
Les communes limitrophes sont  Castelnau-Picampeau, Casties-Labrande, Gratens, Labastide-Clermont, Lautignac, Le Fousseret, Montastruc-Savès et Saint-Araille.
| Saint-Araille       | Montastruc-Savès | Lautignac          |
| Casties-Labrande    | Pouy-de-Touges   | Labastide-Clermont |
| Castelnau-Picampeau | Le Fousseret     | Gratens            |

### Géologie et relief
La superficie de la commune est de 1 379 hectares ; son altitude varie de 232  à   368 mètres.

### Hydrographie

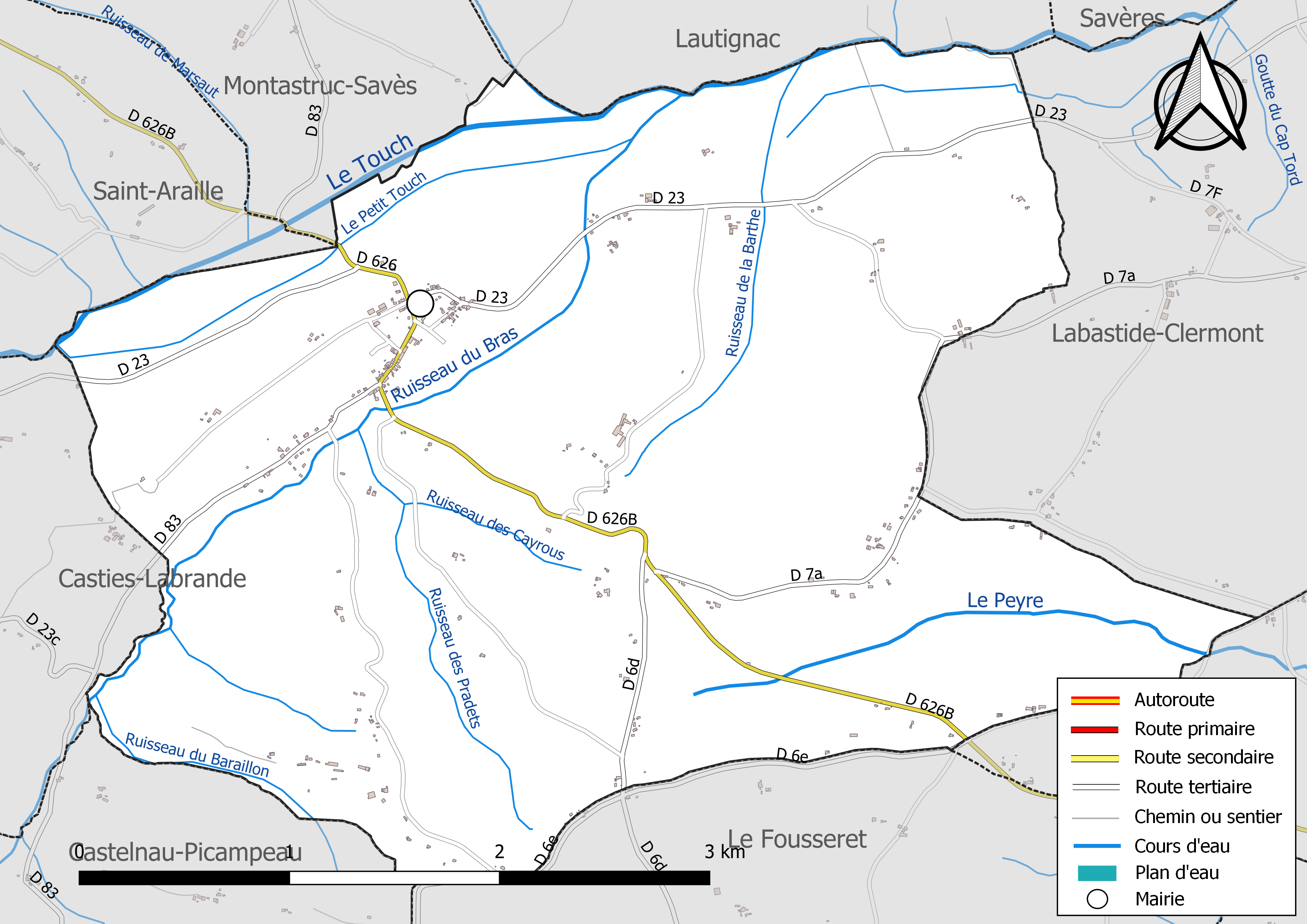
Réseaux hydrographique et routier de Pouy-de-Touges.

La commune est dans le bassin de la Garonne, au sein du bassin hydrographique Adour-Garonne. Elle est drainée par le Touch, le Peyre, le ruisseau de Montastruc, le ruisseau du Bras, le Petit Touch, le ruisseau de la Barthe, le ruisseau des Cayrous, le ruisseau des Pradets, le ruisseau du Baraillon, le ruisseau du Choutet et par deux petits cours d'eau, constituant un réseau hydrographique de 20 km de longueur totale,.
Le Touch, d'une longueur totale de 74,5 km, prend sa source dans la commune de Lilhac et s'écoule du sud-ouest vers le nord-est. Il traverse la commune et se jette dans la Garonne à Blagnac, après avoir traversé 29 communes.
Le Peyre, d'une longueur totale de 10,4 km, prend sa source dans la commune et s'écoule d'ouest en est. Il traverse la commune et se jette dans la Louge à Peyssies, après avoir traversé 3 communes.

### Climat
Pour des articles plus généraux, voir Climat de l'Occitanie et Climat de la Haute-Garonne.
En 2010, le climat de la commune est de type climat océanique altéré, selon une étude s'appuyant sur une série de données couvrant la période 1971-2000. En 2020, Météo-France publie une typologie des climats de la France métropolitaine dans laquelle la commune est toujours exposée à un climat océanique altéré et est dans la région climatique Aquitaine, Gascogne, caractérisée par une pluviométrie abondante au printemps, modérée en automne, un faible ensoleillement au printemps, un été chaud (19,5 °C), des vents faibles, des brouillards fréquents en automne et en hiver et des orages fréquents en été (15 à 20 jours).
Pour la période 1971-2000, la température annuelle moyenne est de 12,7 °C, avec une amplitude thermique annuelle de 15,4 °C. Le cumul annuel moyen de précipitations est de 797 mm, avec 9,4 jours de précipitations en janvier et 6,3 jours en juillet. Pour la période 1991-2020, la température moyenne annuelle observée sur la station météorologique la plus proche, située sur la commune de Palaminy à 16 km à vol d'oiseau, est de 13,2 °C et le cumul annuel moyen de précipitations est de 715,2 mm,. Pour l'avenir, les paramètres climatiques de la commune estimés pour 2050 selon différents scénarios d'émission de gaz à effet de serre sont consultables sur un site dédié publié par Météo-France en novembre 2022.

### Milieux naturels et biodiversité
Aucun espace naturel présentant un intérêt patrimonial n'est recensé sur la commune dans l'inventaire national du patrimoine naturel,,.

## Urbanisme

### Typologie
Au 1er janvier 2024, Pouy-de-Touges est catégorisée commune rurale à habitat très dispersé, selon la nouvelle grille communale de densité à sept niveaux définie par l'Insee en 2022.
Elle est située hors unité urbaine. Par ailleurs la commune fait partie de l'aire d'attraction de Toulouse, dont elle est une commune de la couronne,. Cette aire, qui regroupe 527 communes, est catégorisée dans les aires de 700 000 habitants ou plus (hors Paris),.

### Occupation des sols
L'occupation des sols de la commune, telle qu'elle ressort de la base de données européenne d’occupation biophysique des sols Corine Land Cover (CLC), est marquée par l'importance des territoires agricoles (90,8 % en 2018), une proportion identique à celle de 1990 (90,8 %). La répartition détaillée en 2018 est la suivante : 
terres arables (36,9 %), zones agricoles hétérogènes (31,8 %), prairies (22 %), forêts (9,2 %). L'évolution de l’occupation des sols de la commune et de ses infrastructures peut être observée sur les différentes représentations cartographiques du territoire : la carte de Cassini (XVIIIe siècle), la carte d'état-major (1820-1866) et les cartes ou photos aériennes de l'IGN pour la période actuelle (1950 à aujourd'hui).

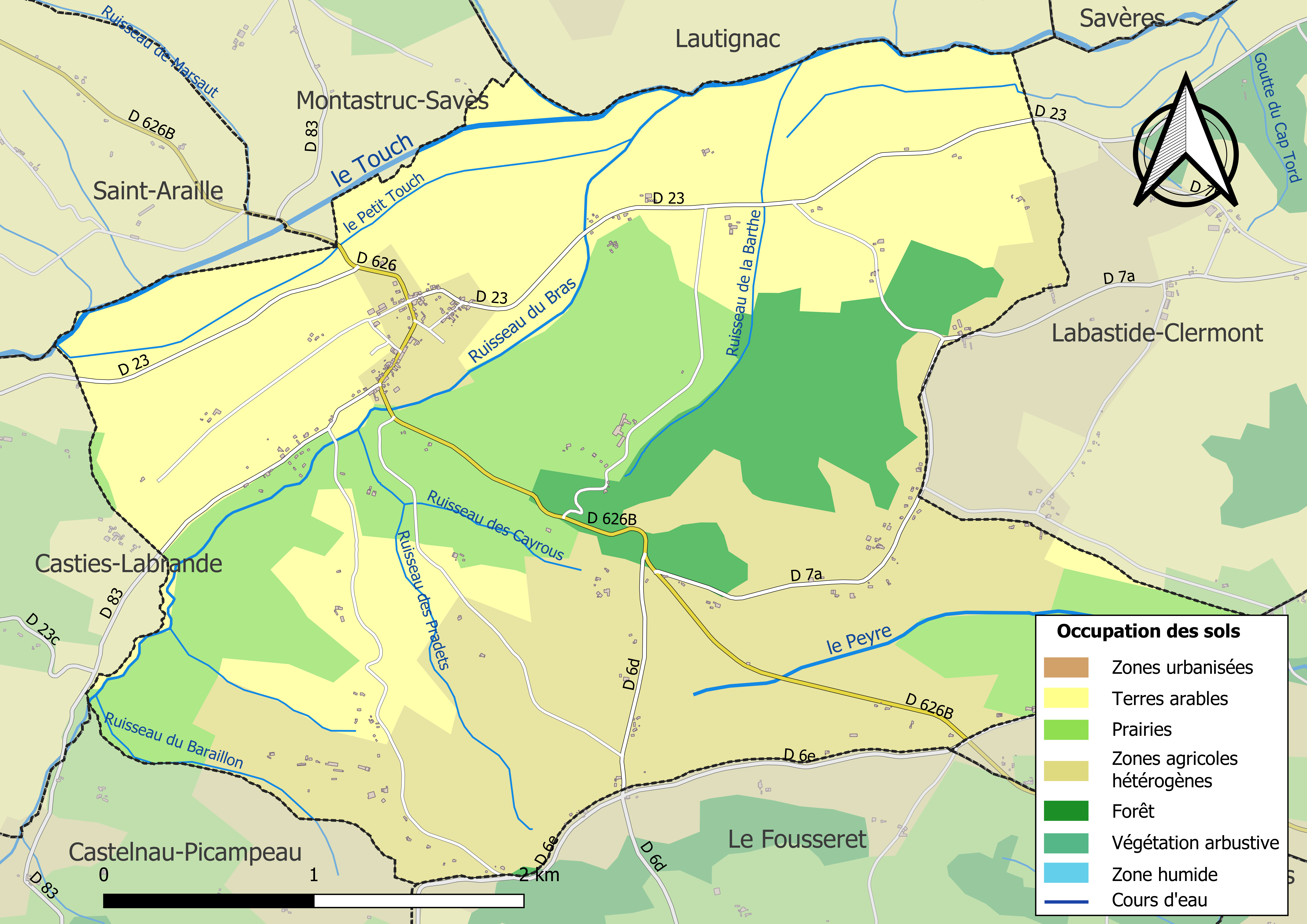
Carte des infrastructures et de l'occupation des sols de la commune en 2018 (CLC).

### Voies de communication et transports

#### Voies de communication
Accès par la route nationale 626 déclassée en RD 626, et la D 23.

#### Transports
La ligne 324 du réseau Arc-en-Ciel relie le centre de la commune à la gare de Muret, en correspondance avec la ligne D en direction de Toulouse-Matabiau.

### Risques majeurs
Le territoire de la commune de Pouy-de-Touges est vulnérable à différents aléas naturels : météorologiques (tempête, orage, neige, grand froid, canicule ou sécheresse), inondations et séisme (sismicité faible). Un site publié par le BRGM permet d'évaluer simplement et rapidement les risques d'un bien localisé soit par son adresse soit par le numéro de sa parcelle.
Certaines parties du territoire communal sont susceptibles d’être affectées par le risque d’inondation par débordement de cours d'eau, notamment le Peyre. La commune a été reconnue en état de catastrophe naturelle au titre des dommages causés par les inondations et coulées de boue survenues en 1982, 1998, 1999, 2000 et 2009,.

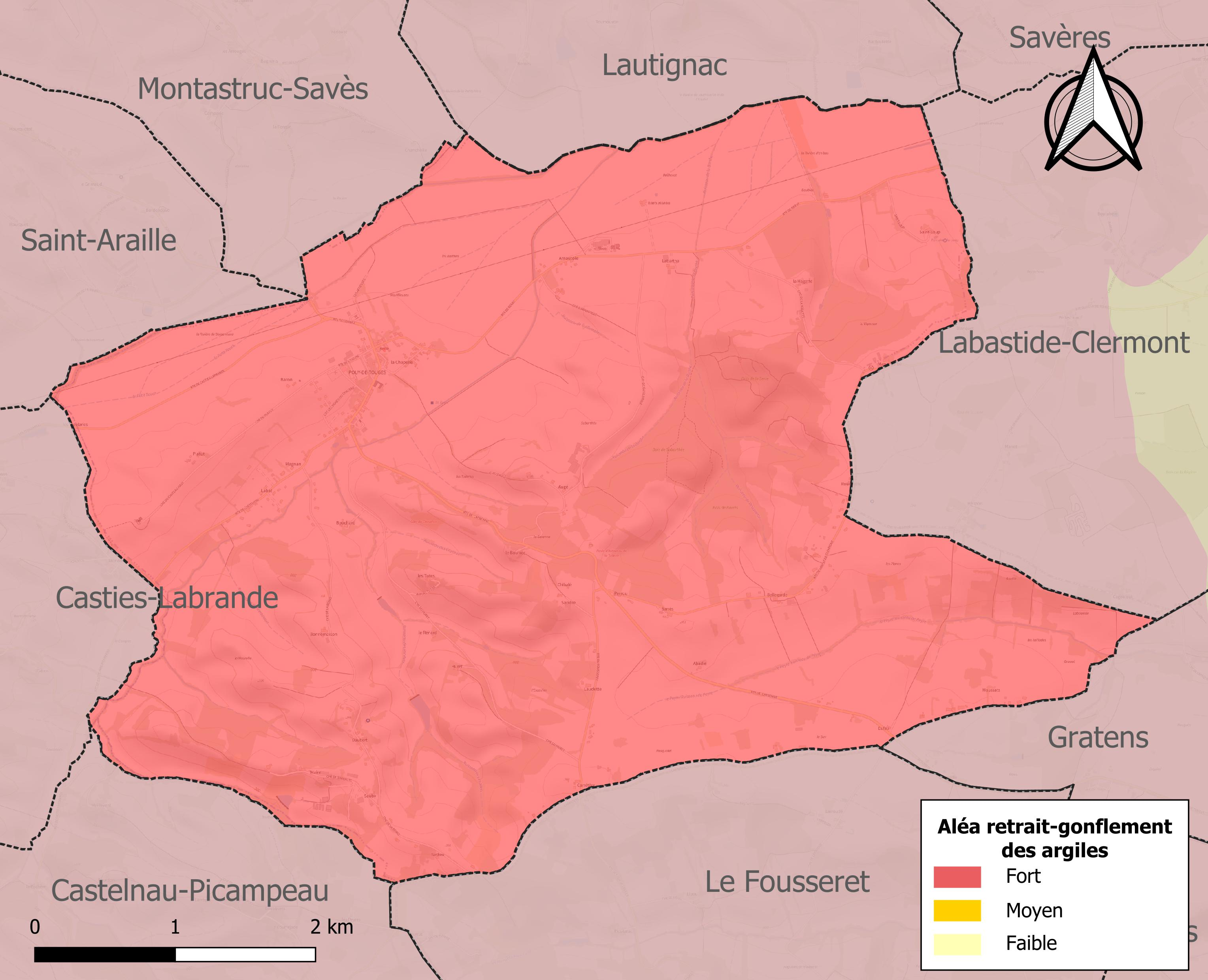
Carte des zones d'aléa retrait-gonflement des sols argileux de Pouy-de-Touges.

Le retrait-gonflement des sols argileux est susceptible d'engendrer des dommages importants aux bâtiments en cas d’alternance de périodes de sécheresse et de pluie. La totalité de la commune est en aléa moyen ou fort (88,8 % au niveau départemental et 48,5 % au niveau national). Sur les 181 bâtiments dénombrés sur la commune en 2019, 181 sont en aléa moyen ou fort, soit 100 %, à comparer aux 98 % au niveau départemental et 54 % au niveau national. Une cartographie de l'exposition du territoire national au retrait gonflement des sols argileux est disponible sur le site du BRGM,.
Par ailleurs, afin de mieux appréhender le risque d’affaissement de terrain, l'inventaire national des cavités souterraines permet de localiser celles situées sur la commune.
Concernant les mouvements de terrains, la commune a été reconnue en état de catastrophe naturelle au titre des dommages causés par la sécheresse en 1989, 1993, 2000 et 2003 et par des mouvements de terrain en 1999.

## Histoire

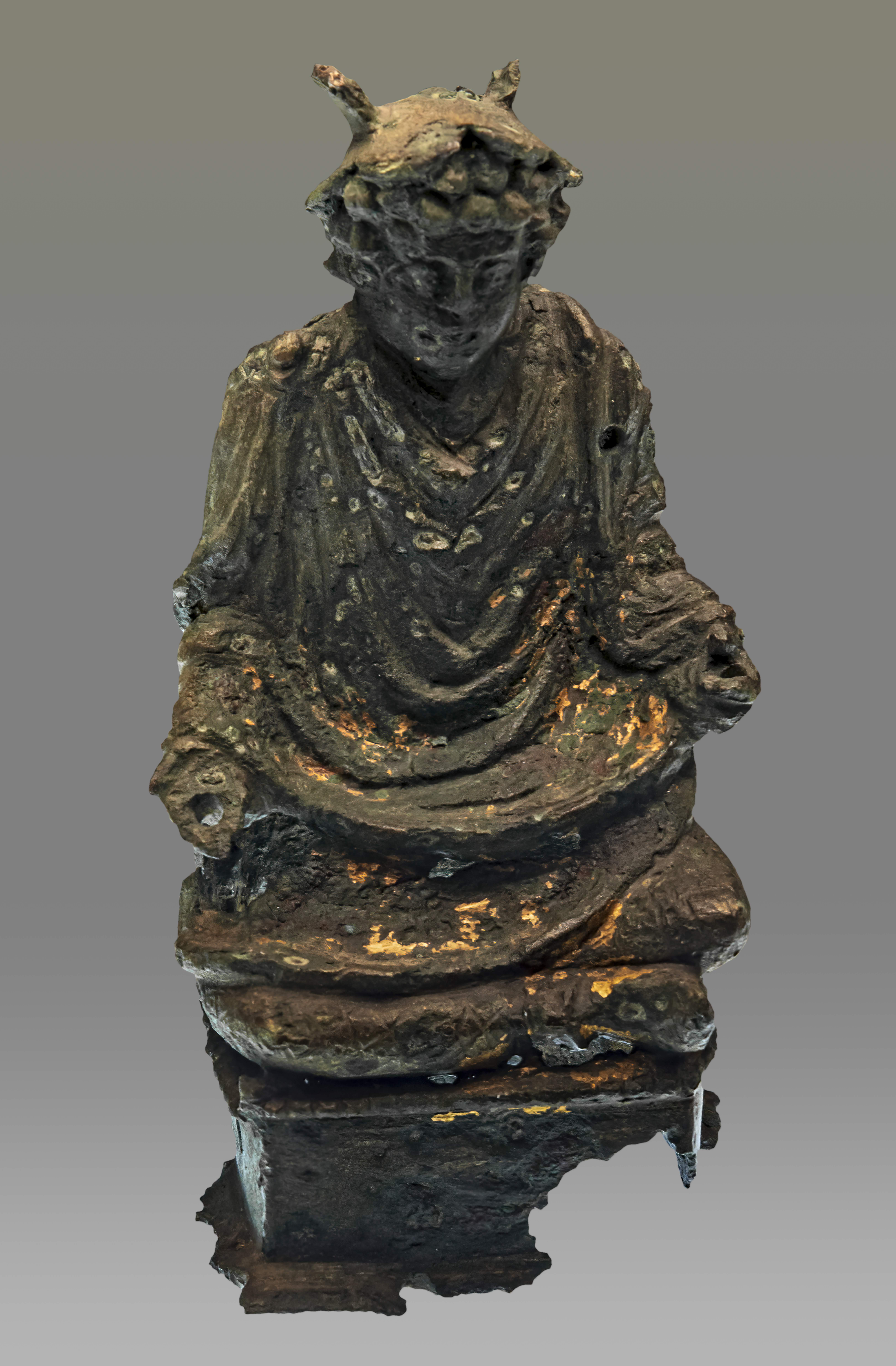
Mercure assis, Musée Saint-Raymond de Toulouse

Le cite est occupé depuis l'antiquité comme le montre le Mercure assis conservé au  Musée Saint-Raymond de Toulouse. À partir du Moyen Âge, jusqu'à sa disparition en 1790 pendant la Révolution française, Pouy-de-Touges faisait partie du diocèse de Rieux.
Sancti Petri del Pogge apparaît dans l'acte 403 établit en 1162 du Cartulaire de l'abbaye de Lézat (référence  Fol. 68 d. Dont, t. 100, fol. 5. H.L., t. IV, p. 774 et t. V, col. 1774, n° CCCXXII.). Un certain Sancius de Saint-Pierre (Sancto Petro) est cité comme témoin d'un accord entre Petrum del Mas, l'abbé d'Alan (31420) et celui de Peyrissas (31420) (Paricas en latin) pour que les aumônes de leurs paroissiens respectifs qui se rendent à La Chapelle Saint-Jean de Benque (31420) leur soient attribuées.

## Politique et administration

### Administration municipale
Le nombre d'habitants au recensement de 2011 étant compris entre 100 et 499, le nombre de membres du conseil municipal pour l'élection de 2014 est de onze,.

### Rattachements administratifs et électoraux
Commune faisant partie de la huitième circonscription de la Haute-Garonne, de la communauté de communes Cœur de Garonne et du canton de Cazères (avant le redécoupage départemental de 2014, Pouy-de-Touges faisait partie de l'ex-canton du Fousseret et avant le 1er janvier 2017, elle faisait partie de la communauté de communes de la Louge et du Touch).

### Liste des maires
| Période                                  | Période  | Identité    | Étiquette | Qualité              |
| ---------------------------------------- | -------- | ----------- | --------- | -------------------- |
| mars 1989                                | En cours | Yves Soulan | PS        | Agriculteur retraité |
| Les données manquantes sont à compléter. |          |             |           |                      |

## Population et société

### Démographie
| 1793 | 1800 | 1806 | 1821 | 1831 | 1836 | 1841 | 1846 | 1851 |
| ---- | ---- | ---- | ---- | ---- | ---- | ---- | ---- | ---- |
| 359  | 414  | 435  | 454  | 501  | 575  | 568  | 573  | 585  |

| 1856 | 1861 | 1866 | 1872 | 1876 | 1881 | 1886 | 1891 | 1896 |
| ---- | ---- | ---- | ---- | ---- | ---- | ---- | ---- | ---- |
| 614  | 581  | 575  | 582  | 569  | 550  | 577  | 560  | 562  |

| 1901 | 1906 | 1911 | 1921 | 1926 | 1931 | 1936 | 1946 | 1954 |
| ---- | ---- | ---- | ---- | ---- | ---- | ---- | ---- | ---- |
| 563  | 534  | 520  | 439  | 502  | 488  | 415  | 353  | 340  |

| 1962 | 1968 | 1975 | 1982 | 1990 | 1999 | 2006 | 2011 | 2016 |
| ---- | ---- | ---- | ---- | ---- | ---- | ---- | ---- | ---- |
| 310  | 295  | 238  | 233  | 208  | 226  | 311  | 373  | 406  |

| 2021 | 2022 | - | - | - | - | - | - | - |
| ---- | ---- | - | - | - | - | - | - | - |
| 425  | 432  | - | - | - | - | - | - | - |

| selon la population municipale des années : | 1968 | 1975 | 1982 | 1990 | 1999 | 2006 | 2009 | 2013 |
| Rang de la commune dans le département      | 261  | 266  | 286  | 321  | 323  | 297  | 288  | 280  |
| Nombre de communes du département           | 592  | 582  | 586  | 588  | 588  | 588  | 589  | 589  |

### Enseignement
Pouy-de-Touges fait partie de l'académie de Toulouse.

### Culture et festivité
Vide-greniers, salle des fêtes,

### Activités sportives
Pétanque, football, chasse,

### Écologie et recyclage
La collecte et le traitement des déchets des ménages et des déchets assimilés ainsi que la protection et la mise en valeur de l'environnement se font dans le cadre de la communauté de communes de la Louge et du Touch.

## Économie

### Revenus
En 2018  (données Insee publiées en septembre 2021), la commune compte 156 ménages fiscaux, regroupant 388 personnes. La médiane du revenu disponible par unité de consommation est de 20 920 € (23 140 € dans le département).

### Emploi
|                | 2008  | 2013  | 2018   |
| -------------- | ----- | ----- | ------ |
| Commune        | 6,8 % | 6,5 % | 14,6 % |
| Département    | 7,7 % | 9,6 % | 9,3 %  |
| France entière | 8,3 % | 10 %  | 10 %   |

En 2018, la population âgée de 15 à 64 ans s'élève à 261 personnes, parmi lesquelles on compte 79,2 % d'actifs (64,6 % ayant un emploi et 14,6 % de chômeurs) et 20,8 % d'inactifs,. En  2018, le taux de chômage communal (au sens du recensement) des 15-64 ans est supérieur à celui du département et de la France, alors qu'en 2008 la situation était inverse.
La commune fait partie de la couronne de l'aire d'attraction de Toulouse, du fait qu'au moins 15 % des actifs travaillent dans le pôle,. Elle compte 66 emplois en 2018, contre 55 en 2013 et 45 en 2008. Le nombre d'actifs ayant un emploi résidant dans la commune est de 168, soit un indicateur de concentration d'emploi de 39 % et un taux d'activité parmi les 15 ans ou plus de 65 %.
Sur ces 168 actifs de 15 ans ou plus ayant un emploi, 30 travaillent dans la commune, soit 18 % des habitants. Pour se rendre au travail, 86,9 % des habitants utilisent un véhicule personnel ou de fonction à quatre roues, 4,2 % les transports en commun, 2,4 % s'y rendent en deux-roues, à vélo ou à pied et 6,5 % n'ont pas besoin de transport (travail au domicile).

### Activités hors agriculture
33 établissements sont implantés  à Pouy-de-Touges au 31 décembre 2019. Le tableau ci-dessous en détaille le nombre par secteur d'activité et compare les ratios avec ceux du département,.
| Secteur d'activité                                                                                        | Commune | Commune | Département |
| Secteur d'activité                                                                                        | Nombre  | %       | %           |
| --- | ------- | ------- | ----------- |
| Ensemble                                                                                                  | 33      |         |             |
| Industrie manufacturière, industries extractives et autres                                                | 6       | 18,2 %  | (5,7 %)     |
| Construction                                                                                              | 7       | 21,2 %  | (12 %)      |
| Commerce de gros et de détail, transports, hébergement et restauration                                    | 8       | 24,2 %  | (25,9 %)    |
| Activités spécialisées, scientifiques et techniques et activités de services administratifs et de soutien | 5       | 15,2 %  | (19,8 %)    |
| Administration publique, enseignement, santé humaine et action sociale                                    | 3       | 9,1 %   | (16,6 %)    |
| Autres activités de services                                                                              | 4       | 12,1 %  | (7,9 %)     |

Le secteur du commerce de gros et de détail, des transports, de l'hébergement et de la restauration est prépondérant sur la commune puisqu'il représente 24,2 % du nombre total d'établissements de la commune (8 sur les 33 entreprises implantées  à Pouy-de-Touges), contre 25,9 % au niveau départemental.

### Agriculture
La commune est dans les « Coteaux de Gascogne », une petite région agricole occupant une partie ouest du département de la Haute-Garonne, constitué d'un relief de cuestas et de vallées peu profondes, creusés par les rivières issues du massif pyrénéen, avec une activité de polyculture et d’élevage. En 2020, l'orientation technico-économique de l'agriculture  sur la commune est la polyculture et/ou le polyélevage.
|               | 1988 | 2000 | 2010 | 2020 |
| ------------- | ---- | ---- | ---- | ---- |
| Exploitations | 21   | 13   | 13   | 13   |
| SAU (ha)      | 865  | 846  | 817  | 897  |

Le nombre d'exploitations agricoles en activité et ayant leur siège dans la commune est passé de 21 lors du recensement agricole de 1988  à 13 en 2000 puis à 13 en 2010 et enfin à 13 en 2020, soit une baisse de 38 % en 32 ans. Le même mouvement est observé à l'échelle du département qui a perdu pendant cette période 57 % de ses exploitations,. La surface agricole utilisée sur la commune a quant à elle augmenté, passant de 865 ha en 1988 à 897 ha en 2020. Parallèlement la surface agricole utilisée moyenne par exploitation a augmenté, passant de 41 à 69 ha.

## Culture locale et patrimoine

### Lieux et monuments
- Monument aux morts.
- Église Saint-Pierre-ès-Liens comportant un clocher-mur avec trois cloches.

## Pour approfondir